# Pearce
Pearce er en by i Cochise County i delstaten Arizona, USA.
Byen er opkaldt efter Jimmie Pearce, som var minearbejder i Tombstone. Sammen med sin kone, som drev et pensionat, havde han opsparet penge for at købe land, og det lykkedes ham at købe ranchland nordøst for Tombstone. En dag i 1894 fandt han fritstående guld på siden af en bakketop og kom tilbage i minebranchen, ikke som arbejder, men som ejer.
En by voksede i nærheden af Jimmie Pearce's Commonwealth Mine og der blev åbnet postkontor den 6. marts 1896 og indbyggertallet steg til 1.500. Jimmie Pearce solgte Commonwealth for 250.000 dollars, og hans kone, som huskede de hårde tider, indsatte en klausul i kontrakten, som garanterede hende retten til at drive pensionat ved minen, som bestod indtil 1930'erne. Flere bygninger minder om Pearce's hede dage, inklusive postkontoret, som stadigvæk er i drift.